# Jean Aerts

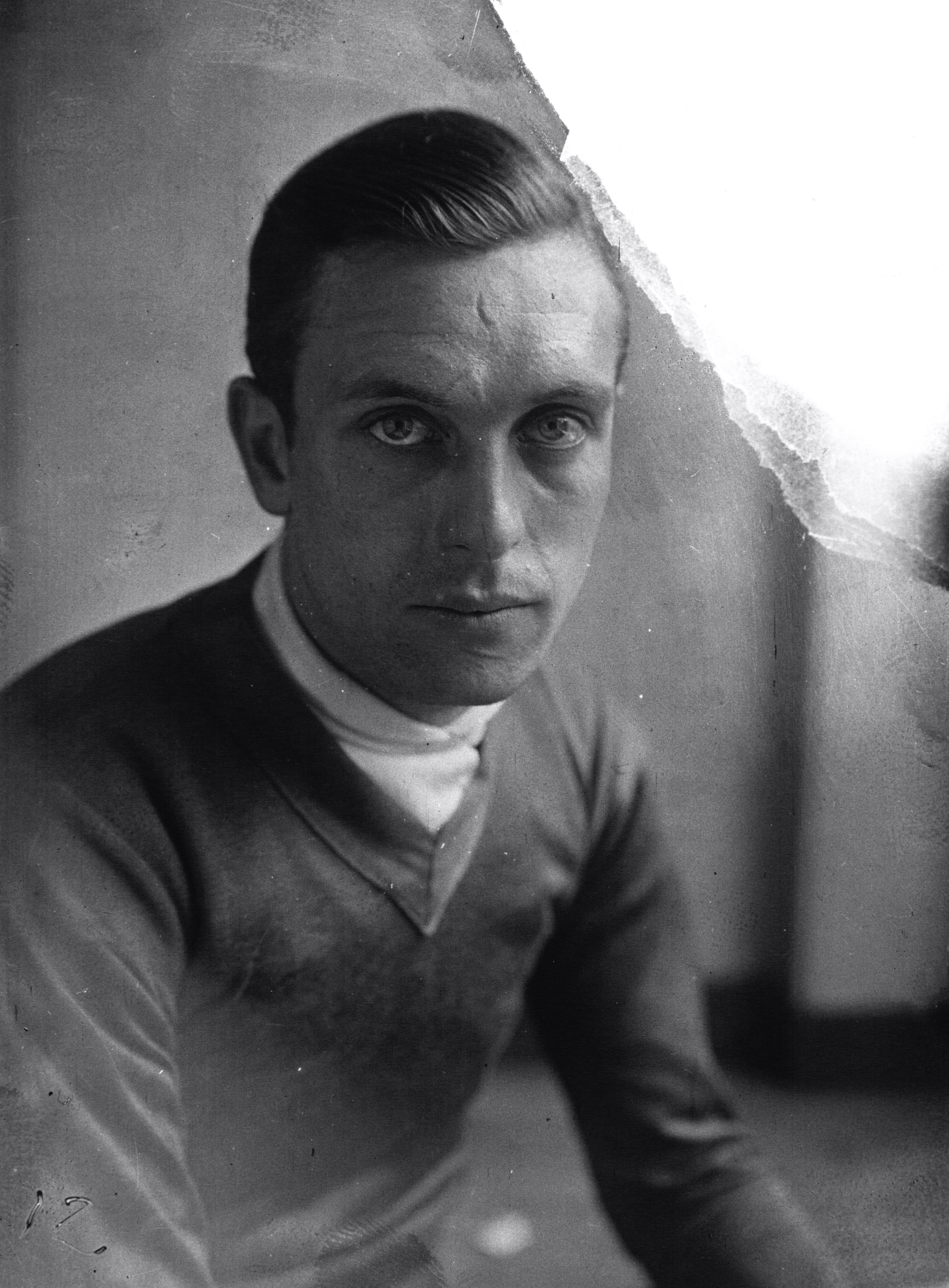
Jean Aerts (1929)

Jean Aerts (* 8. September 1907 in Laken; † 15. Juni 1992 in Brügge) war ein belgischer Radrennfahrer.
Bereits 1927 gewann Jean Aerts die Belgische Meisterschaft der Amateure, anschließend wurde er bei den auf dem Nürburgring ausgetragenen Straßen-Radweltmeisterschaften Weltmeister bei den Amateuren. Zur WM war er allerdings gar nicht von seinem Verband nominiert worden und reiste auf eigene Kosten an. 1928 wurde er bei den Straßenweltmeisterschaften der Amateure Dritter. Im selben Jahr startete er bei den Olympischen Sommerspielen in Amsterdam und belegte im Straßenrennen Rang elf und mit der Mannschaft Rang vier. Er startete auch im 1000-Meter-Zeitfahren auf der Bahn, schied aber früh aus.
1930 konnte Aerts, inzwischen als Profi, erstmals bei der Tour de France eine Etappe gewinnen, und zwar die sechste von Les Sables-d’Olonne nach Bordeaux. 1932 gewann er eine Etappe und trug einen Tag lang das Gelbe Trikot, 1933 wurde er Neunter der Tour-Gesamtwertung. 1931 gewann er die Radfernfahrt Paris-Brüssel und zwei Jahre später die Belgien-Rundfahrt. Was ihm bei den Amateuren schon 1927 gelang, holte er bei den Profis 1935 nach, auch hier konnte er den Weltmeistertitel erringen. Auch bei Paris–Vichy war er in jener Saison erfolgreich.
1936 gewann er gemeinsam mit Camille Dekuysscher den Bahnwettbewerb Prix Dupré-Lapize in Paris. Gegen Ende seiner Karriere fuhr Aerts auch Sechstage- und Steherrennen und wurde zweimal belgischer Stehermeister.
Jean Aerts war ein Neffe des Radrennfahrers Emile Aerts.